# Yitzhak Kadouri
Yitzhak Kadouri, às vezes Kaduri ou Kadourie (7 de setembro de 1897? Bagdá, Iraque — 28 de janeiro de 2006, Jerusalém, Israel) foi um proeminente rabino sefardita haredi. Conhecido como um dos principais estudiosos da Cabala, Kadouri morreu em 2006 de pneumonia.